# Grigore Păucescu
Grigore G. Păucescu (1842-1897) fue un político, jurista y periodista rumano.

## Biografía
Nacido en febrero de 1842 en la localidad de Roșiori de Vede, perteneciente al condado de Teleorman, completó sus estudios secundarios en Sfintu Sava de 1853 a 1859 y los terminó en París, de donde regresó en 1865 a su país natal con el título de licenciado en derecho. Al volver, fue nombrado fiscal de sección del Tribunal de Ilfov en 1866, luego miembro del mismo tribunal en 1867, abogado del Estado adscrito al Ministerio de Finanzas el mismo año, procurador de sección de la Corte de Apelación de Bucarest el 23 de agosto de 1867 y procurador en Casación el 31 de agosto de 1868.
Al dejar la magistratura, fundó en 1873 junto con varios abogados el periódico Dreptul, que dirigió hasta 1878, y adquirió un papel importante en las luchas políticas, en las filas del partido conservador. Elegido diputado por primera vez en 1875, por el 2.° colegio de Ilfov, fue reelegido por el 1.° colegio de Teleorman en 1884 para la Asamblea Constituyente, luego de 1888 a 1897 representó al mismo colegio ininterrumpidamente en la Cámara. En 1891 y hasta 1892, fue elegido vicepresidente de la Cámara. Formó parte del Gobierno de Lascăr Catargiu desde 1889 como ministro de Dominios, así como del Gobierno del general Gheorghe Manu.
Escribió y publicó Tratatul obligaţiunelor (2 vol., 1878), Despre partidele politice, Fragmente Politice y Chestiunea fårănească. Como periodista, dirigió durante muchos años Timpul y, junto con otros jóvenes conservadores, fundó el periódico Epoca, que dirigió de 1885 a 1887. Falleció en mayo de 1897, el día 4.